# Футбол для незрячих на Паралимпийских играх
Футбол (по 5 человек) на летних Паралимпийских играх стал присутствовать с 2004 года. В игре принимают участие люди с нарушением зрения (они носят повязки на глазах для создания равных условий). Мяч имеет постоянные звуковые эффекты, по которым можно ориентироваться, поле намного меньше обычного. Соревнование проходит отдельным этапом, в котором принимают участие только мужские команды, женщины ни разу не принимали участие.

## Медалисты
| Год  | Золото   | Серебро   | Бронза    |
| ---- | -------- | --------- | --------- |
| 2004 | Бразилия | Аргентина | Испания   |
| 2008 | Бразилия | Китай     | Аргентина |
| 2012 | Бразилия | Франция   | Испания   |